# Scriwaneck
Augustine Céleste Constance Schrivanek, dite Scriwaneck était une actrice française, née le 31 mai 1823 à Rouen et décédée le 20 septembre 1909 à Paris 16e.

## Biographie
Sa mère, Mademoiselle Leriche, était actrice au Théâtre des Arts à Rouen, quand elle rencontra le violoncelliste virtuose d’origine hollandaise Charles-Guillaume Schriwaneck, qui jouait également avec talent de l’orgue et du piano. Ils eurent ensemble cette fille Célestine. Charles-Guillaume partit ensuite se fixer en Suisse, où il se maria avec Fanny Hoffmann, et fut titulaire de la cathédrale de Lausanne de 1840 à 1867.
Célestine commença à jouer très jeune, et elle n’eut pas d’autre professeur que sa mère. En 1843, elle quitta Rouen pour Paris, où elle travailla d’abord au Théâtre Beaumarchais, puis en 1845 au Théâtre du Palais-Royal, et enfin, en 1849, au Théâtre des Variétés. Par la suite elle joua dans plusieurs salles à Paris (Théâtre du Châtelet, Théâtre des Folies-Dramatiques) et elle fit de nombreuses tournées en province.
Selon Mlle Déjazet, Scriwaneck était l’actrice qui a le mieux joué les rôles de travesti. Pourtant dans Le major Cravachon, où elle tient le rôle d’Olympe, le rôle de travesti, celui d’Amélie, est tenu par Aline Duval.
On peut imaginer que Scriwaneck n'était pas très grande. En effet dans Embrassons-nous, Folleville !, où elle tient le rôle de Berthe, Folleville se plaint que la fiancée qu'on veut lui imposer, Berthe, ne mesure que 3 pieds 9 pouces, soit environ 1,22 m... Mais Folleville, contraint et déçu, exagère sans doute un peu.
Scriwaneck a été remarquée par sa voix agréable, son jeu fin et plein de charme. Elle avait su prendre la difficile succession de Mlle Déjazet au Théâtre du Palais-Royal sans tomber dans l’imitation. En dehors de son métier, et pendant toute sa vie, elle a montré de grandes qualités humaines, notamment en 1870, lors du Siège de Paris.
Elle termina sa carrière comme professeur. Elle eut, entre autres, comme élèves Théodore Botrel et la petite Stehlé qui joua à 9 ans dans Fiancés en herbe de Georges Feydeau.
Scriwaneck prit sa retraite en 1887, et mourut le 20 septembre 1909, à Paris, 3, rue Poussin, célibataire, à l'âge de 86 ans,. Ses obsèques ont eu lieu au cimetière Montmartre ,

## Quelques-uns de ses rôles
- Indiana, dans Indiana et Charlemagne (Jean-François Bayard et Dumanoir, 1840)
- Olympe, dans Le Major Cravachon (Eugène Labiche, 1844)
- Le Soleil, dans Les Pommes de terre malades (Clairville et Dumanoir,1845)
- Thérèse, dans Trompe-la-balle (Eugène Labiche, 1849)
- La papillonne, dans Exposition des produits de la République (Eugène Labiche, 1849)
- Berthe, dans Embrassons-nous, Folleville ! (Eugène Labiche, 1850)
- Fanchette, dans Le Sopha (Eugène Labiche, 1850)
- Nini, dans L'Enfant du carnaval (Pigault-Lebrun)

### Rôles de travesti
- Raoul, dans Un cœur de grand'mère (Amédée de Beauplan)
- Muscadin, dans Chevalier Muscadin (Dupeuty et Anicet-Bourgeois)
- Blésinet, dans L'Amour qué qu'c'est qu'ça ? (Clairville, Lambert-Thiboust & Alfred Delacour)
- Chevalier de Freilly, dans Roi malgré lui (Emmanuel Chabrier)